# San Miguel Obispo
San Miguel Obispo är en ort i Mexiko.   Den ligger i kommunen San Juan Bautista Tuxtepec och delstaten Oaxaca, i den sydöstra delen av landet, 400 km öster om huvudstaden Mexico City. San Miguel Obispo ligger 34 meter över havet och antalet invånare är 274.
Terrängen runt San Miguel Obispo är platt. Runt San Miguel Obispo är det ganska tätbefolkat, med 86 invånare per kvadratkilometer. Närmaste större samhälle är Tuxtepec, 13,2 km nordväst om San Miguel Obispo. Omgivningarna runt San Miguel Obispo är en mosaik av jordbruksmark och naturlig växtlighet.